# Rhodacra
Rhodacra là một chi bướm đêm thuộc phân họ Olethreutinae, họ Tortricidae Tortricidae.

## Các loài
- Rhodacra parvusa Kawabe, 1995
- Rhodacra pyrrhocrossa (Meyrick, 1912)
- Rhodacra rupifera (Meyrick, 1909)